# Macrobrachium lepidactylus
Macrobrachium lepidactylus är en kräftdjursart som först beskrevs av Franz Martin Hilgendorf 1897.  Macrobrachium lepidactylus ingår i släktet Macrobrachium och familjen Palaemonidae. Inga underarter finns listade i Catalogue of Life.